# Zánět

Jedna z forem zánětu – absces

Zánět (latinsky inflammatio, řecky φλόγωσις – flogósis; zastar. lid. prant [zdroj⁠?!]) je velmi složitá reakce živého organismu na poškození, zahrnující komplex biochemických a imunologických změn. Vzhledem k tomu, že existuje celá řada definic zánětu, přičemž žádná z nich není zcela dokonalá a každá má svou vypovídací hodnotu, je zde uvedeno více definic.

## Definice zánětu
Zánět je stereotypní, složitá vývojem získaná schopnost reakce živých organismů na různá poškození, sestávající z jevů charakteru alterativního (poškození buněk), exsudativního, proliferativního a imunitního, které obvykle probíhají sukcesivně, jde-li o zánět reparativní anebo simultánně, jde-li o zánět defenzivní.
Zánět je základním nástrojem vrozené imunity, tzn. reakcí na poškození. Je výrazem ochranné přizpůsobivosti a jedním z regulačních mechanismů homeostázy.
Zánět je současně nejvýznamnější obranou a také sebepoškozující reakcí organismu. Většinou nejde odlišit, kdy je zánětlivá reakce mobilizovaná k obraně a kdy je organismus zbytečně poškozován.
Zánětlivá reakce probíhá ve vaskularizované pojivové tkáni a účastní se jí krevní plazma, všechny cirkulující krevní buňky, krevní cévy, a buněčné a mezibuněčné složky pojivové tkáně.

## Fáze zánětu
- 1. fáze: Buňky poškozené tkáně uvolní chemické signalizační molekuly (histamin a prostaglandin).
- 2. fáze: Rozšíření blízkých kapilár, které jsou potom více propustné. Tvoří se srážlivé elementy a nastává proces srážení.
- 3. fáze: Chemotaktické faktory (chemokiny) uvolněné z různých buněk lákají fagocytární buňky z krve.
- 4. fáze: Fagocytární buňky se dostanou ke zraněnému místu, pohlcují patogeny a zbytky buněk. Následuje uzdravení tkáně, které urychluje mírně zvýšená teplota.

## Příčiny zánětu
- Neživé příčiny – jsou obvykle chemické nebo fyzikální faktory (zánět aseptický); jedná se například o poškození tkáně při chirurgickém zákroku, traumatickém poškození (zlomeniny, přetržení svalů, apod.) či popálení. Je to jednoduchá reakce, netvoří se protilátky proti příčině, pouze proti poškozeným buňkám tkáně. Mluví se také o zánětu reparativním.
- Živé příčiny – jsou látky antigenní povahy (viry, bakterie, parazité), jedná se o velmi složitou reakci a zánět se vyvíjí od začátku jako obranná reakce, vzniká zánět obranný.

## Klinické projevy zánětu
Jak se zánět projevuje, věděli už lékaři ve starověkém Římě. Jako první popsal 4 základní příznaky (rubor, tumor, calor, dolor) římský lékař Aulus Cornelius Celsus. Virchow později přidal k těmto čtyřem ještě functio laesa (porušení funkce).
- Rubor = zčervenání; je projevem hyperémie zánětlivého ložiska, při kterém se zvyšuje jak množství krve v jeho cévní síti, tak množství vlásečnic naplněných krví.
- Tumor = otok; tj. zvětšení objemu tkání; souvisí se zvýšeným objemem krve v ložisku a následným výstupem tekutiny a krevních buněk z krve do tkání (proces zvaný exsudace a infiltrace).
- Calor = zteplání; je dáno zvýšeným průtokem krve ložiskem (hyperémie), dále zvýšenou intenzitou katabolických procesů a vznikem pyrogenních látek.
- Dolor = bolest; způsobena biochemickými, fyzikálně-chemickými a mechanickými změnami v zánětlivém ložisku. Jde především o hromadění kyselých metabolických zplodin (acidóza tkáně), zvýšený osmotický tlak a onkotický tlak v tkáni, zvýšenou koncentraci draselných a vodíkových kationů, jakož i mechanický tlak tkáně působící na nervová zakončení v ložisku.
- Functio laesa = porucha funkce; je způsobena poškozením tkáně, poruchami krevního a lymfatického oběhu a reflexním útlumem aktivity postiženého orgánu.

## Mikroskopické projevy zánětu
- Alterace – poškození buněk tkáně, degenerace tkáně.
- Exsudace a infiltrace:
  - hemodynamické změny – dochází k rozšíření (vazodilatace) arteriol, kapilár a venul, tím se krev zpomalí až k postupné stagnaci krevního proudu v zánětlivém ložisku (hyperémie);
  - zvýšená propustnost (permeabilita) cév – dochází k úniku tekutiny bohaté na proteiny z krevní plazmy a vzniká zánětlivý otok, zároveň dochází k výstupu krevních buněk (neutrofily, monocyty, lymfocyty) z krve do pojivové tkáně zánětlivého ložiska.
- Proliferace – je projevem reparace tkáně a zahrnuje neokapilarizaci (tj. tvorba nových kapilár) a tvorbu nové pojivové tkáně. Je charakteristická pro chronický zánět.
- Imunitní jevy – zahrnují humorální složky imunitního systému jakož i specifickou imunitní odpověď zastoupenou B-lymfocyty a T-lymfocyty.

| Typ buněk   | hlavní funkce                                      | typ zánětu                  |
| ----------- | -------------------------------------------------- | --------------------------- |
| neutrofily  | fagocytóza a ničení baktérií, fibrinolýza          | hnisavý                     |
| eosinofily  | fagocytóza některých imunokomplexů                 | alergický, parazitární      |
| lymfocyty   | produkce lymfokinů a protilátek                    | chronický, virový, imunitní |
| plasmocyty  | produkce protilátek                                | chronický                   |
| makrofágy   | fagocytóza větších částic, začátek imunitní reakce | granulomatózní              |
| žírné buňky | produkce mediátorů zánětu                          | alergický                   |
| trombocyty  | mediátory zánětu, trombóza                         | většina                     |
| fibroblasty | fibroprodukce, organizace                          | proliferační                |

## Dělení zánětu
Podle časového projevu dělíme záněty na akutní a chronické. Chronický zánět může vznikat jak na podkladě nevyhojeného akutního zánětu, tak pozvolným plíživým rozvojem.
Podle charakteru zánětu lze dělit záněty na dvě velké skupiny, hovoříme o formách zánětu:
- specifický zánět – změny v tkáních jsou víceméně charakteristické pro vyvolávající agens. Patří sem například tuberkulóza, aktinomykóza nebo lepra;
- nespecifický zánět – zánět probíhá poměrně uniformním způsobem, z morfologie obvykle není možno usuzovat na konkrétní agens.

Druhy podle délky trvání zánětu:
- akutní – trvá nejdéle dva týdny, odezní bez následků, výborná regenerace;
- chronický – trvá déle než šest týdnů, dochází k poškození tkáně a jejímu nahrazení vazivem.

Nespecifické záněty se dělí podle převažující formy na zánět:
- alterativní (parenchymatózní) – převažuje poškození tkáně;
- exsudativní – převažuje produkce tekutin (exsudátu)
  - sérozní – exsudát je vodnatý;
  - nehnisavý (nonpurulentní, lymfoplazmocytární) – v exsudátu převažují lymfocyty a plazmatické buňky;
  - hnisavý (purulentní) – v exsudátu převažují granulocyty (tj. především neutrofily);
  - fibrinózní – exsudát je zpevněn vlákny fibrinu
    - krupózní;
    - difteroidní;
    - eschariotický (příškavarový);

  - gangrenózní – fibrinózní exsudát je sekundárně modifikován ischémií nebo nekrózou;
- proliferativní (produktivní) – hlavním znakem je tvorba vaziva.

### Alterativní zánět
Základní charakteristikou alterativního zánětu je, že výrazně převažuje poškození (alterace) buněčných struktur. Postihuje především parenchym orgánů, vazivové stroma je postiženo řidčeji. Čisté alterativní záněty jsou poměrně vzácné, typickým příkladem je mikrobiálně podmíněná nekróza u agranulocytózy.

### Serózní zánět
Při serózním zánětu převažuje produkce vodnatého exsudátu. Pokud probíhá serózní zánět na sliznici, dochází k míšení exsudátu s hlenem a hovoříme o katarálním zánětu (kataru). Nejčastěji se vyskytujícím serózním zánětem je katarální rhinitida (rýma).

### Lymfoplazmocytární zánět
Pro tento druh zánětu je charakteristický obvykle nepříliš hojný vodnatý exsudát a infiltrace tkáně především lymfocyty a plazmatickými buňkami. Klasickým příkladem je chronická gastritida.

### Hnisavý zánět
Zánět je podobný seróznímu, exsudát je však hojně prostoupen rozpadajícími se granulocyty a mění se tak v hnis. Typicky je hnisavý zánět odpovědí na bakteriální infekci. Zvláštními formami jsou především:
- absces – lokalizovaný ohraničený rozpad tkáně
- flegmóna – hnisavý zánět šířící se difúzně tkání

### Krupózní zánět
Krupózní zánět je formou fibrinózního zánětu. Fibrin v exsudátu nelne ke sliznici, poškození epitelu pod fibrinem je poměrně malé. Typickým příkladem je krupózní pneumonie.

### Difterický zánět
Zánět je pojmenovaný podle záškrtu (difterie). Od předchozího se liší tím, že fibrinová pablána lne k epitelu poměrně pevně.

### Eschariotický zánět
Eschariotický zánět je vystupňovanou podobou zánětu difterického. Sliznice pod fibrinovou pablánou podléhá nekróze a později se může v cárech odtrhávat.

### Gangrenózní zánět
O gangrenózním zánětu se hovoří tehdy, jsou-li zánětem poškozené tkáně sekundárně ischemické a sekundárně je infikují hnilobné (putridní) bakterie.

## Terminologie
Aby se terminologicky odlišily zánětlivé změny od jiných patologických procesů, přidává se k řeckému názvu postižené tkáně (orgánu) přípona -itis, v české formě -itida. Významem koncovky -itis je vytvořit přivlastňovací adjektivum ženského rodu. Původně se jednalo o sousloví např. nephritis nosos (ř. nephron ledvina), tedy onemocnění ledvin (doslova nemoc ledvinina); teprve později se z adjektiva stalo substantivum a začalo se používat ve významu „zánět“. Nověji vznikla i označení spojená s latinským kmenem (zánět červovitého přívěsku se označuje jako apendicitis, nikoli jako původně správné epityphlitis). Dále existuje několik výjimek – jednak pravděpodobně nezánětlivé poruchy pojmenované s koncovkou -itis nebo naopak zánětlivé onemocnění nemá v názvu koncovku -itis.

## Laboratorní diagnostika zánětu
V současnosti se používá stanovení hladiny C reaktivního proteinu (CRP), které vytlačuje méně specifickou sedimentaci krve. Koncentrace se zvyšuje již za 4 hodiny po navození reakce akutní fáze a v průběhu prvních dvou dnů jeho koncentrace vzroste i více než 100krát. Maximální koncentrace je dosaženo za 24–48 hodin, přibližně 24 hodin je i poločas CRP. Fyziologicky bývá plazmatická koncentrace nižší než 2–8 mg/l. Rychlý a vysoký vzestup CRP (typicky na hodnoty nad 60 mg/l) doprovází především akutní bakteriální infekce, méně obvykle také mykotické infekce. Virové infekce naproti tomu bývají charakterizovány relativně malým vzestupem CRP (zpravidla pod 40 mg/l).
P

## Mechanizmy zánětlivé odpovědi
Zánět vyvolává koordinovanou aktivaci signálních drah, které regulují hladinu zánětlivých mediátorů u buněk osídlujících tkáň a zánětlivých buněk získaných z krve. Zánět je běžnou patogenezí mnohých chronických onemocnění, jako jsou např. kardiovaskulární i střevní onemocnění, diabetes, artritida a rakovina. Každý typ zánětu má svá specifika, co se týče stimulů a lokalizace v tkáni, ale všechny sdílejí podobný mechanizmus: (1) povrchové pattern-recognition receptory (PRR) rozeznávající stimuly (2) aktivace zánětlivé dráhy (3) uvolnění zánětlivých markerů (4) shromažďování zánětlivých buněk.
1. Na spuštění zánětlivé odpovědi se podílejí různé faktory, mezi infekční patří např. struktury bakterií, virů a jiných mikroorganismů, známe jako pathogen-associated molecular patterns (PAMP), které jsou rozeznávané PRR exprimovanými hlavně na buňkách vrozené imunity. Na druhé straně, zánětlivou odpověď mohou vyvolat i neinfekční faktory, jako jsou poškození tkáně nebo buněk z důvodu zlomeniny, ionizujícího záření nebo popálení, které jsou označované jako danger-associated molecular patterns (DAMP). Mezi primární stimuly aktivující zánětlivé dráhy, kromě mikrobiálních produktů patří i cytokiny, jako například interleukin-1 β (IL-1β), interleukin-6 (IL-6) nebo faktor nádorové nekrózy α (TNF-α), které zprostředkují odpověď prostřednictvím interakce s receptory IL-1 receptor, IL-6 receptor nebo TNF receptor. 

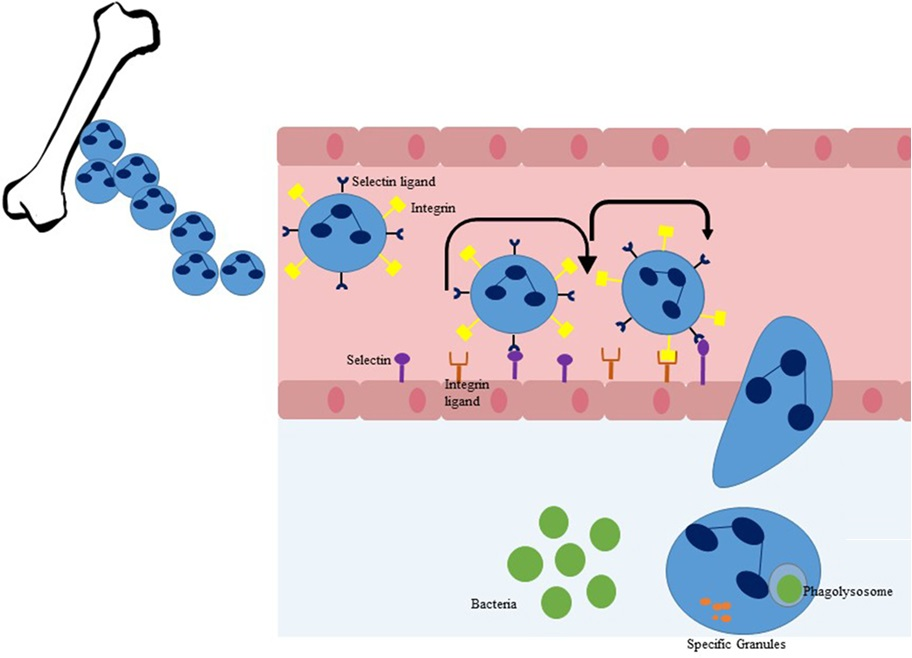
Postupní migrace neutrofilů z kostní dřeně do místa infekce. Po emigraci neutrofilů z kostní dřeně cestují cévami. Následně po stimulaci chemokiny nebo infekčními patogeny v tkáni začínají neutrofily válivou adhezi k endoteliálnímu povrchu a migraci přes endoteliální stěny. V okamžiku dopravení neutrofilů na místo infekce dochází k aktivaci NADPH oxidázy a uvolnění granul, co vede k přímému zabití patogenů.

2. Aktivace receptorů vede ke spuštění vnitrobuněčných signálních drah, jako jsou mitogen-activated protein kinase (MAPK) , nuclear factor kappa-B (NF-κB), Janus kinase (Jak)-signal transducer and activator of transcription (STAT) dráhy. 
3. Zánětlivé markery se dají využívat i v klinické praxi pro vyhodnocení patologických procesů v těle pacienta a také mohou sloužit na predikci zánětlivých onemocnění. Mezi biomarkery zánětu patří reaktivní formy kyslíku (ROS) a oxidu dusíku (RNOS), tvorba DNA aduktů, cytokiny (např. IL-6 nebo TNF-α), chemokiny, proteiny akutní fáze (např. C-reaktivní proteiny), prostaglandiny, metabolity cyklooxygenázy, růstové a transkripční faktory související se zápalem. 
4. Při zánětlivé odpovědi pracuje koordinovaná sít různých buněčných typů. První buněčný typ atrahovaný do místa poškození jsou neutrofily, následované monocyty a později i lymfocyty (natural killer cells (NK), T buňky, B buňky) a žírnými buňkami.  Jejich role v zánětu se odvíjí aj od produkce prozánětlivých a protizánětlivých cytokinů, jako jsou uvedené v tabulce. 
| Cytokin | Rodina | Hlavní zdroj                                     | Funkce                                                                 |
| ------- | ------ | ------------------------------------------------ | ---------------------------------------------------------------------- |
| IL-1β   | IL-1   | Makrofágy, monocyty                              | Prozánětlivá, proliferace, apoptóza, diferenciace                      |
| IL-4    | IL-4   | Th buňky                                         | Protizánětlivá, proliferace T a B buněk, diferenciace B buněk          |
| IL-6    | IL-6   | Makrofágy, T buňky, adipocyty                    | Prozánětlivá, diferenciace, produkce cytokinů                          |
| IL-8    | CXC    | Makrofágy, epiteliální buňky, endoteliální buňky | Prozánětlivá, chemotaxe, angiogeneze                                   |
| IL-10   | IL-10  | Monocyty, T buňky, B buňky                       | Protizánětlivá, inhibice prozánětlivých cytokinů                       |
| IL-12   | IL-12  | Dendritické buňky, makrofágy, neutrofily         | Prozánětlivá, buněčná diferenciace, aktivace NK buněk                  |
| IL-11   | IL-6   | Fibroblasty, neurony, epiteliální buňky          | Protizánětlivá, diferenciace, indukce proteinů akutní fáze             |
| TNF-α   | TNF    | Makrofágy, NK buňky, CD4+ lymfocyty, adipocyty   | Prozánětlivá, buněčná proliferace, apoptóza, protiinfekční             |
| IFN-γ   | IFN    | T buňky, NK buňky, NKT buňky                     | Prozánětlivá, vrozená a adaptivní antivirová imunita                   |
| GM-CSF  | IL-4   | T buňky, makrofágy, fibroblasty                  | Prozánětlivá, aktivace makrofágů, zvýšení funkce neutrofilů a monocytů |
| TGF-β   | TGF    | Makrofágy, T buňky                               | Protizánětlivá, inhibice produkce prozánětlivých cytokinů              |